# تاریخ یهودیان در بحرین

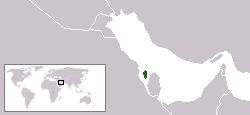
موقعیت جغرافیایی بحرین

یهودیان بحرین یکی از کوچکترین جوامع یهودی جهان را تشکیل می‌دهند، اگرچه ریشه آن به اواخر دوران باستان برمی گردد. منابع تلمودی به بنادر و جزایر حاشیه خلیج فارس اشاره می‌کنند که نشان می‌دهد یهودیان احتمالاً قبلاً در این منطقه ساکن شده‌اند. منابع عربی، حضور یهودیان را در پایتخت قدیمی بحرین، الحجر، در زمان فتح اسلامی در ۶۳۰ ثبت کردند. در سده۱۲، بنیامین تطیلی، ماجراجوی یهودی، از ۵۰۰ یهودی ساکن در قیس و ۵۰۰۰ نفر در القطیف نام برد، که درگیر شیلات مروارید یودند. در سده نوزدهم، بازرگانان یهودی از عراق، فارس و هند در بحرین حضور داشتند.
جامعه یهودیان در طول سده بیستم رو به افول نهاد. در سال ۱۹۶۸، تنها برخی از ۱۰۰ یهودی در شهرستان پایتخت جدید باقی منامه زندگی می‌کردند. در آغاز سده بیست و یکم، حدود ۳۰ یهودی در بحرین باقی ماندند. جامعه مالکیت یک کنیسه را حفظ کرد، اما از آن استفاده نمی‌شد و خدمات در روزهای تعطیل در خانه‌های خصوصی برگزار می‌شد. جامعه یهودیان نیز گورستان خود را حفظ کردند.
از زمان استقلال در ۱۹۷۱، بحرین هیچ روابط رسمی‌ای با اسرائیل نداشت تا اینکه توافقنامه اسلو میان اسرائیل و فلسطینیان در سال ۱۹۹۳ امضا شد. پس از آن روابط نیمه رسمی، به ویژه تجاری، برقرار شد. یهودیان بحرین اجازه دیدار از اسرائیل را نداشتند، اگرچه، به‌طور رسمی، بحرین در ازای توافق تجارت آزاد با ایالات متحده در سال ۲۰۰۴ موافقت کرد.
در سپتامبر ۲۰۲۰، بحرین و اسرائیل توافق کردند که روابط دیپلماتیک برقرار کنند. ارتباط سفر بین دو کشور نیز برقرار شد.

## تاریخ اولیه
منابع تلمودی وجود دارد که به یک جامعه یهودی که در مناطق جغرافیایی بحرین امروزی وجود دارد و همچنین اشاراتی در متون عربی به حضور یهودیان در هاجر (سواحل شرقی عربستان داخلی) در زمان محمد وجود دارد، اشاره می‌کند. گزارش شده‌است که یهودیان از زمان تلمود در پادشاهی مدرن بحرین زندگی می‌کردند. در منابع عربی آمده‌است که یهودیان در هاجر، پایتخت بحرین، از سال ۶۳۰ زندگی می‌کردند و وقتی محمد لشکری را برای اشغال سرزمین فرستاد، از گرویدن به اسلام امتناع کردند.
در سده دوازدهم، بنیامین تطیلی ثبت کرد که نزدیک به ۵۰۰ یهودی در قیس زندگی می‌کردند و ۵۰۰۰ نفر در القطیف اقامت داشتند. وی بازگو کرد که این یهودیان صنعت مروارید محلی را کنترل می‌کردند.

## تاریخ معاصر
جامعه یهودی مدرن بحرین ریشه خود را در مهاجرت بازرگانان عراقی از خانواده یهودی یادگار در دهه ۱۸۸۰ می‌داند.
پس از جنگ جهانی دوم، افزایش احساسات ضد انگلیس در سراسر جهان عرب گسترش یافت و منجر به شورش‌هایی در بحرین شد. تمرکز این شورش‌ها در جامعه یهودی بود. در سال ۱۹۴۸، ۱۵۰۰ یهودی در بحرین زندگی می‌کردند، در حالی که برخی منابع جمعیت یهودیان را ۶۰۰ نفر در سال ۱۹۴۸ اعلام کرده‌اند. در ۵ دسامبر ۱۹۴۷، در پی خشونت‌های مداوم در فلسطین، در منامه علیه جامعه یهودیان ناآرامی‌هایی آغاز شد. اوباش خانه‌ها و مغازه‌های یهودیان را غارت کردند، کنیسه شهر را تخریب کردند، یهودیان را مورد حمله فیزیکی قرار دادند و یک زن مسن یهودی را به قتل رساندند. اکثر اعضای جامعه یهودیان بحرین املاک خود را رها کرده و به بمبئی تخلیه کردند و بعداً در اسرائیل اقامت گزیدند، بسیاری از آنها در شهر پردس حننا-کارکور اقامت داشتند. دیگران به انگلستان رفتند. در سرشماری سال ۱۹۵۰ تعداد ۲۹۳ یهودی در این کشور ثبت شد.